# Virestad
Virestad är en småort i Älmhults kommun och kyrkby i Virestads socken, Kronobergs län, Småland. 
Virestads kyrka byggdes i sten 1799–1800 på platsen för en tidigare medeltida kyrka. 

## Personer från orten
Lasse Johansson, som spelade i Kalmar FF 2001–2009, är född i Virestad och inledde sin fotbollskarriär i Virestads IF.